# Bataille de la vallée de Kodori
Deuxième Guerre d'Ossétie du Sud
Batailles
- Bataille de Tskhinvali
- Bataille de la Vallée de Kodori
- Bataille des côtes d'Abkhazie
- Raids sur Poti
- Prise de Gori
- Opération Assured Delivery

La bataille de la vallée de Kodori est une opération militaire abkhaze menée dans la haute vallée de Kodori au cours de la guerre en Ossétie du Sud de 2008, seule partie de l'Abkhazie qui était restée sous contrôle géorgien après la guerre d'indépendance de 1992-1993. Dans le même temps, la marine russe impose un blocus des ports géorgiens de la mer Noire et environ 6 000 soldats russes sont déployés sur le territoire abkhaze.

## Contexte historique
Après le début de la confrontation entre l'armée russe et géorgienne, le 7 août, l'Abkhazie entre à son tour en guerre contre la Géorgie, cherchant à reprendre le contrôle des gorges de Kodori, seul territoire abkhaze resté sous contrôle de Tbilissi, et détruisant la seule route qui relie la province à la capitale géorgienne. La Géorgie décrète alors l'état de guerre, instaure la loi martiale pour quinze jours, et commence à chercher un accord de cessez-le-feu. La mission d'observation des Nations unies en Géorgie a été priée par l'Abkhazie de retirer ses observateurs de la vallée de Kodori, après que l'Abkhazie ait livré un ultimatum au gouvernement géorgien lui demandant de retirer ses troupes de la vallée.

## Déroulement de la bataille
Les hostilités ont commencé lorsque l'armée abkhaze a lancé une offensive pour éliminer le reste des troupes géorgiennes de la vallée le 9 août 2008. Quelques escarmouches dispersées ont lieu entre Abkhazes et Géorgiens, sans qu'une bataille ouverte ne soit déclenchée. Les avions et artillerie abkhaze bombardent les positions géorgiennes, le président abkhaze affirme que 1 000 soldats des forces spéciales abkhazes prennent part à l'opération. L'offensive prend fin le 12 août avec le retrait de ces derniers. Les Abkhazes dénient toute implication russe dans les opérations. Le ministre de l'Intérieur géorgien Eka Zhguladze indique que « les troupes géorgiennes se sont retirées de la vallée de Kodori par bonne volonté ».

## Conséquences
L'Armée de l'air russe aurait abattu deux hélicoptères géorgiens près de la base aérienne de Senaki, identifiés comme étant des Mi-8 et des Mi-14. Selon le ministère géorgien des Affaires étrangères, les Abkhazes sont parvenus à progresser jusqu'à la rivière Ingouri, occupant deux villages près de Zougdidi et treize villages de la région de Tsalendjikha.